# Товкач Артем Ігорович
Артем Ігорович Товкач (нар. 30 грудня 2002) — правий захисник кременчуцького «Кременя».

## Життєпис
Грав у юнацьких командах «Дніпра». У 2019—2021 роках грав за команди U-19 та U-21 луганської «Зорі». З 2021 року грає в кременчуцькому «Кремені» у Першій лізі.

## Особисте життя
Батько — Ігор Товкач.